# جيري ووكر
جيري ووكر (بالإنجليزية: Jerry Walker)‏ هو لاعب كرة قاعدة أمريكي، ولد في 12 فبراير 1939 في أدا في الولايات المتحدة.

## وصلات خارجية
- جيري ووكر على موقعبيزبول رفرنس.كوم (الدوري الرئيسي) (الإنجليزية)